# Jos Blersch

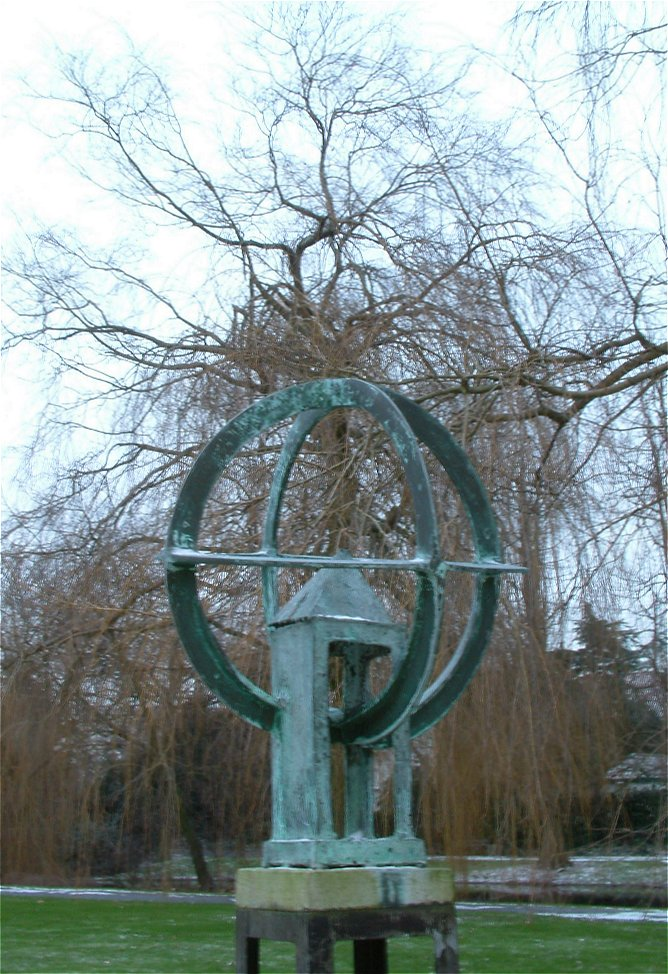
Kosmologie (1992), Eindhoven

Jos Blersch (Den Haag, 1949) is een Nederlands beeldhouwer.

## Leven en werk
Blersch werd opgeleid bij de Katholieke Leergangen (1967-1969) in Tilburg en aan de Jan van Eyck Academie (1969-1973) in Maastricht. Hij ontving bij zijn afstuderen de culturele prijs van de stad Maastricht. Hij maakt veelal architecturale constructies, zowel ruimtelijk werk als kleinplastiek.

## Enkele werken
- 1976 Aartsengel, stadhuis van Eindhoven.
- 1979 Huis met boom op vlot, Nieuwstraat, Eindhoven. Geplaatst in 1994.
- 1980 Huis met trap, Rechtestraat, Eindhoven. Geplaatst in 1994.
- 1980 Tafel I, Stadswandelpark, Eindhoven.
- 1982 Tafel zonder midden, Stadswandelpark, Eindhoven.
- 1982 Boot op tafel, Catharina Ziekenhuis, Eindhoven.
- 1986 Kleine Huiskamer, Alberdingk Thijmlaan, Eindhoven.
- 1992 Kosmologie, Lex en Edo Hornemannplantsoen, Eindhoven. Gestolen in 2009-2010.
- 1995 Landmerk, Tilburg.
- 1997 Sterrenburg, Park Kienehoef, Sint-Oedenrode.
- 2012 Spirello, Edenstraat, Eindhoven.

## Galerij

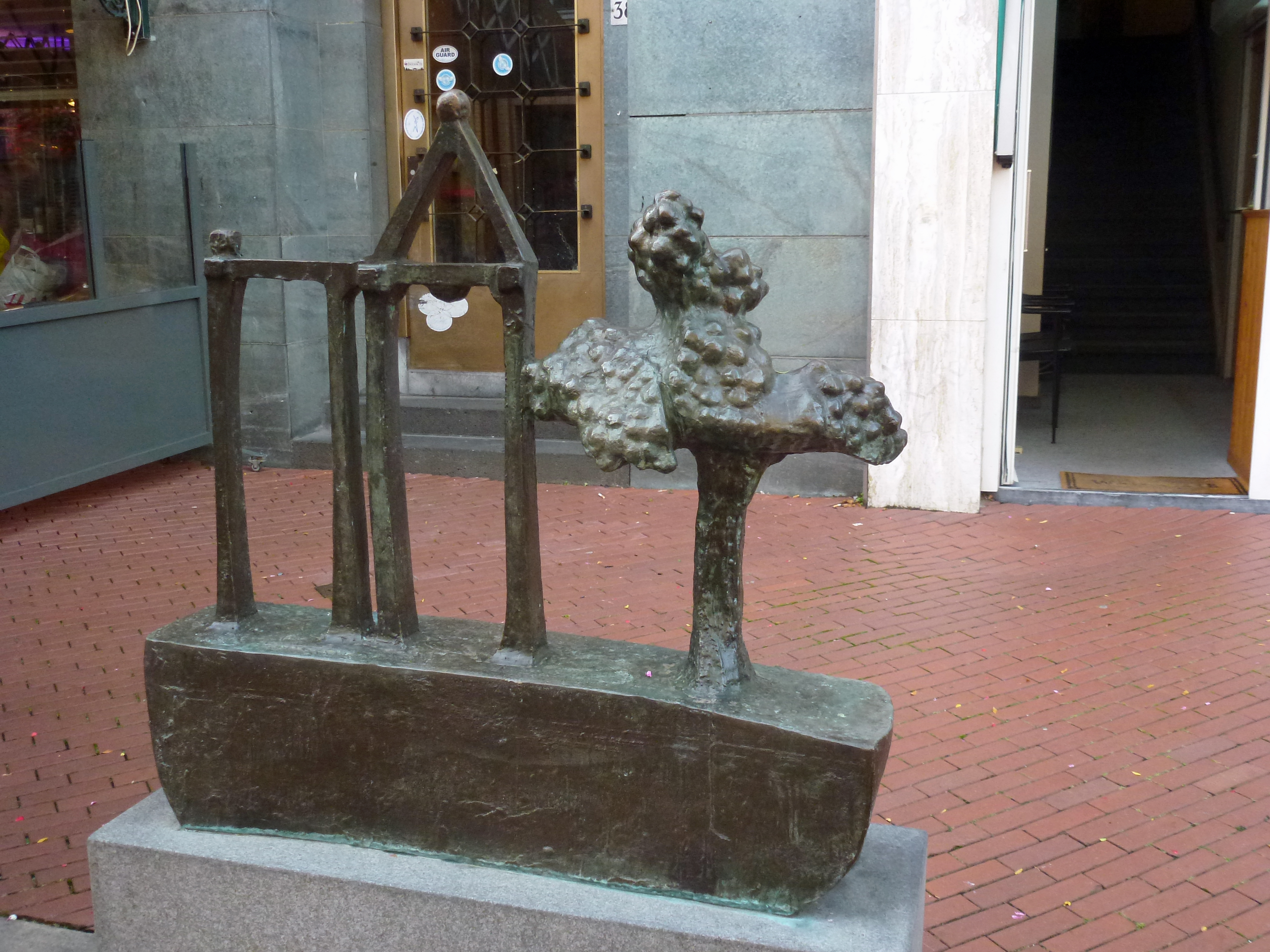
Huis met boom op vlot (1979)
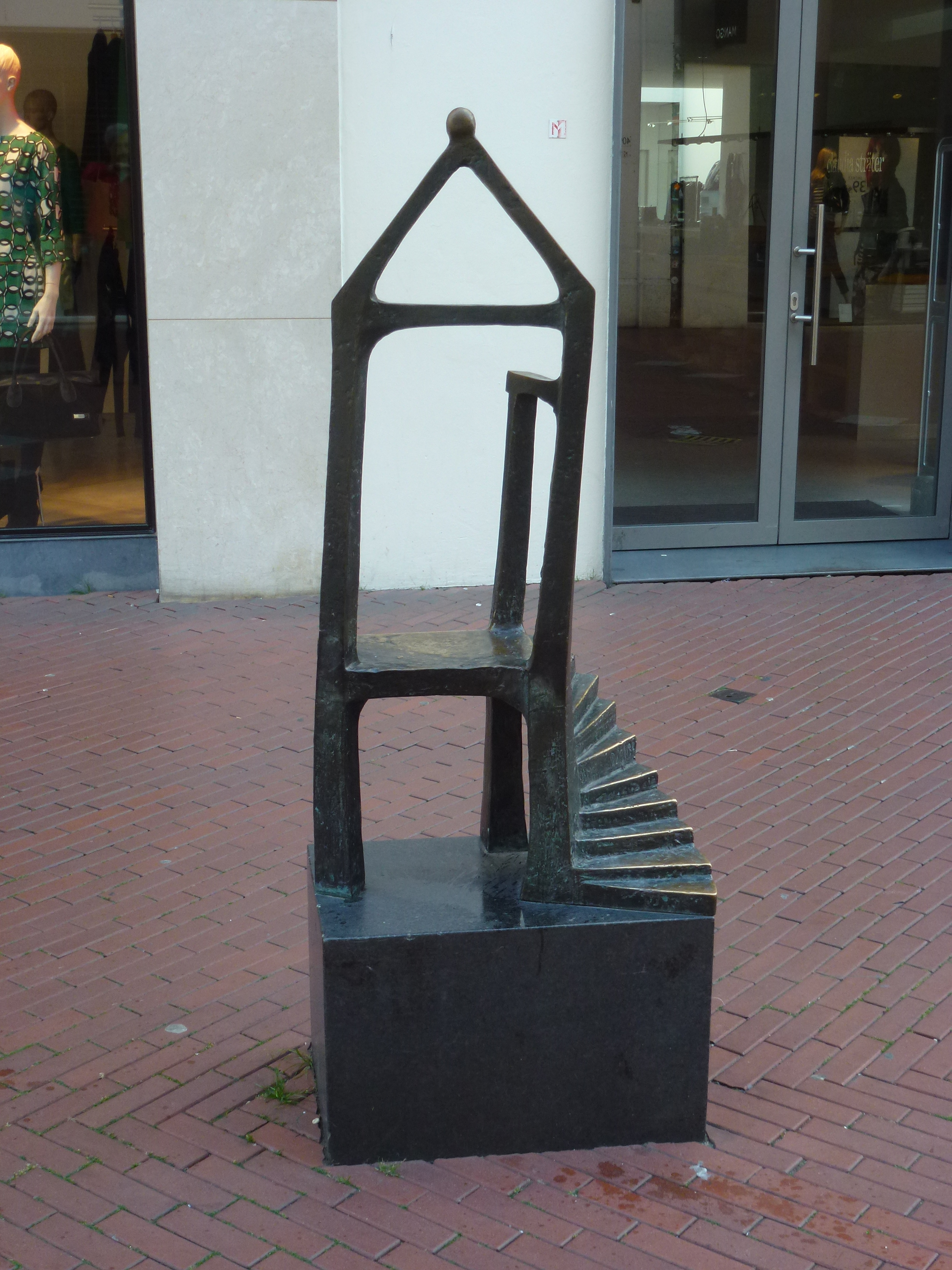
Huis met trap (1980)
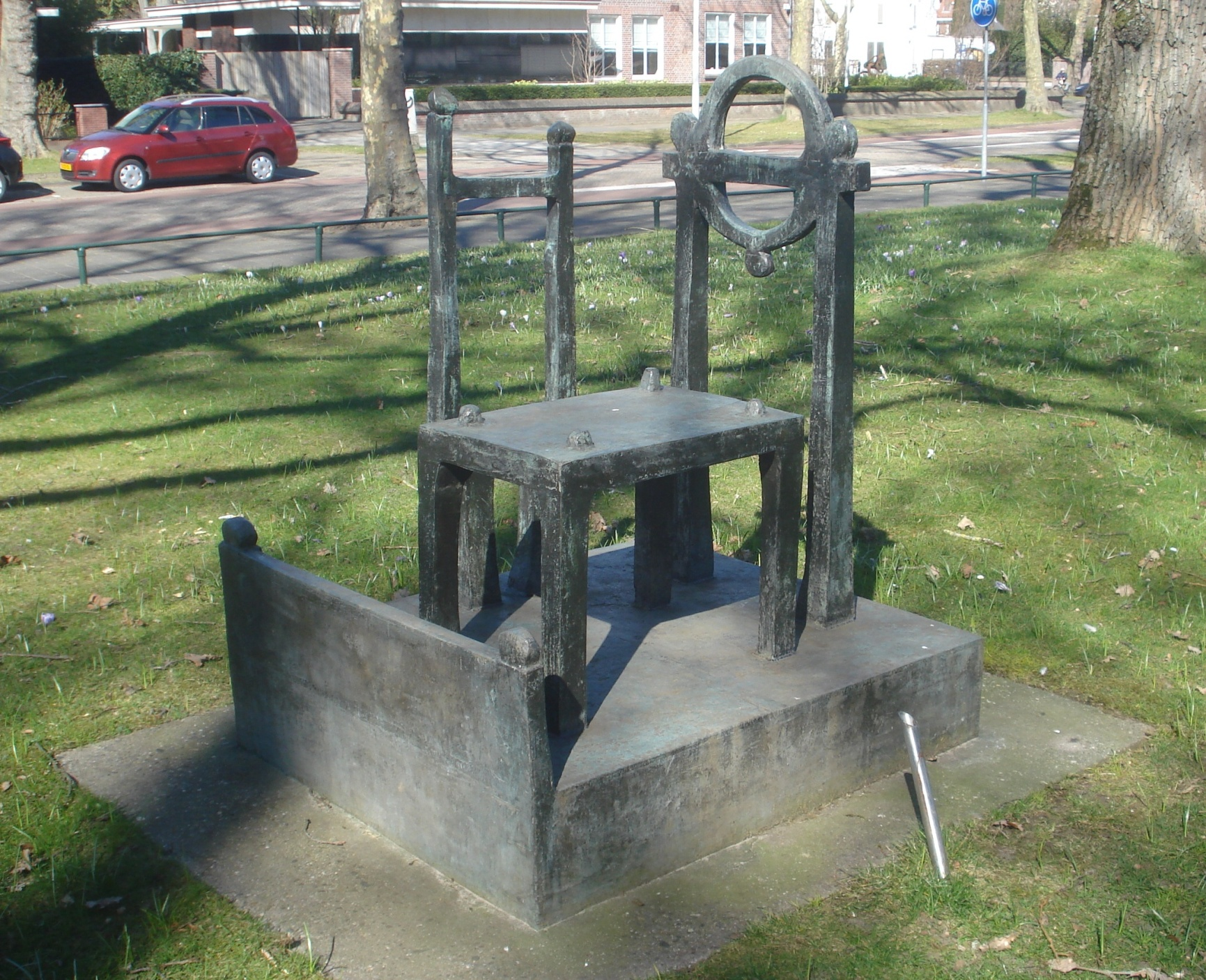
Kleine Huiskamer (1986)
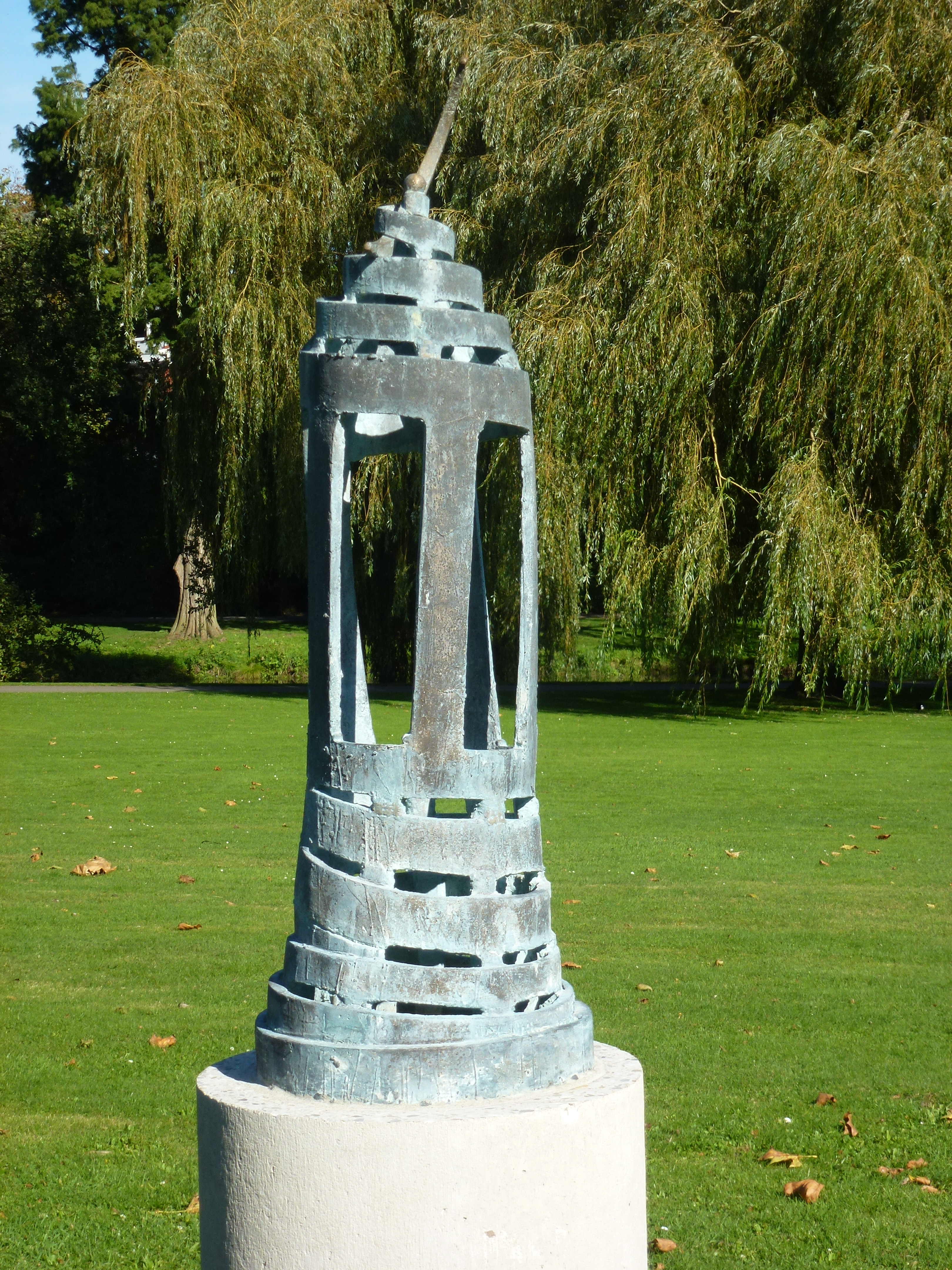
Spirello (2012)

- RKD-Nederlands Instituut voor Kunstgeschiedenis: 9005